# إدوارداس كورسكيس
إدوارداس كورسكيس (17 أكتوبر 1976 بشياولياي في ليتوانيا - ) هو لاعب كرة قدم ليتواني في مركز حراسة المرمى. شارك مع منتخب ليتوانيا لكرة القدم. أما مع النوادي، فقد لعب مع شاختيور سوليجورسك وكاريدا كاوناس ونادي كاوناس ونادي نافتان نوفوبولوتسك وهارت أوف ميدلوثيان وFK Klaipėdos Granitas ‏ ونادي سمورجون.

## وصلات خارجية
- ادوارداس كورسكيس على موقع الاتحاد الأوربي (الإنجليزية)
- ادوارداس كورسكيس على موقع قاعدة بيانات كرة القدم.إي يو (الإنجليزية)
- ادوارداس كورسكيس على موقع ناشيونال فوتبول تيمز (الإنجليزية)
- ادوارداس كورسكيس على موقع Soccerbase.com (لاعب) (الإنجليزية)
- ادوارداس كورسكيس على موقع Soccerway.com (الإنجليزية)